# Пліч-о-пліч (телесеріал)
Пліч-о-пліч (порт. Lado a Lado) — бразильський телесеріал виробництва телекомпанії Глобу.

## Сюжет
Серіал розповідає історію двох жінок: Лаури та Ізабель, які, хоча і походять з різних світів, прагнуть одного: вони хочуть рівності між чоловіками та жінками, а також між чорними та білими людьми.
Ізабель, дочка Афонсу, колишнього раба, працює з 14 років покоївкою у французької леді, мадам Бенсансон, і хоче від життя більшого. Вона вільно говорить французькою, і уважно стежить за народженням самби у Ріо-де-Жанейро. Зе Марія, наречений Ісабель, також працює у перукарні і таємно від всіх займається капоейрою.
У день своїх шлюбів, Лаура та Ізабель зустрічаються у церкві у Ріо. Але у той час як Лаура мучиться думкою про обмеження, які накладає шлюб на жінку, Ізабель боїться, що її наречений зовсім не з'явиться у церкві. Ізабель вважає, що Зе Марія кинув її біля вівтаря. Нею зацікавлюється Албертіньо, брат Лаури. Лаура виходить заміж за Едгара, який так само не у захваті від шлюбу, нав'язаного сім'єю.
З часом, Едгар і Лора закохуються один в одного. Їхні стосунки опиняються під загрозою, коли дівчина дізнається, що під час навчання у Португалії у Едгара був роман з Катаріною Рібейро, знаменитою оперною співачкою. Катаріна збирається змусити Едгара визнати свою дитину.

## У ролях
| Актор                  | Роль |
| ---------------------- | --- |
| Каміла Пітангі         | Ізабель Насіменто Сілва ду Сантос/Isabel Nascimento Silva dos Santos                                              |
| Маржорі Естіано        | Лаура Камарго Ассунсон Вієйра/Laura Camargo Assunção Vieira                                                       |
| Патрісія Пілар         | Констанція Камарго Ассунсон, баронеса да Боа Віста/Constância de Bragança Camargo Assunção, Baronesa da Boa Vista |
| Лазару Рамос           | Жозе Марія Ду Сантос (зе Марія/зе Наваль)/José Maria dos Santos (Zé Maria/Zé Navalha)                             |
| Тьяго Фрагозо          | Едгар Лемос Вієйра/Edgar Lemos Vieira                                                                             |
| Алессандра Негрін      | Катаріна Рібейро/Catarina Ribeiro                                                                                 |
| Рафаель Кардозо        | Альберто Камарго Ассунсон Фільо (Альбертіні)/Alberto Camargo Assunção Filho (Albertinho)                          |
| Кайо Блат              | Фернандо Лемос Вієйра/Fernando Lemos Vieira                                                                       |
| Кассіо Габус Мендес    | Боніфаціо Вієйра/Bonif ácio Vieira                                                                                |
| Пресцілла Сол          | Сандра Пракседес де Фрейтас (Сандрін)/Sandra Praxedes de Freitas (Sandrinha)                                      |
| Марія Паділья          | Дива Селесте/Diva Celeste                                                                                         |
| Еміліо де Мелло        | Карлос Гуерра/Carlos Guerra                                                                                       |
| Марія Клара Гуейрос    | Неуза Суарес (Неузінья/Жаклін Дувівіер)/Neusa Soares (Neusinha/Jacqueline Duvivier)                               |
| Ізабела Гарсіа         | Селія Камарго Гуерра/Célia de Bragança Camargo Guerra (Celinha)                                                   |
| Пауло Беті             | Маріо Кавальканти/Mário Cavalcanti                                                                                |
| Зезе Барбоза           | Журема Насіменто/Jurema Nascimento                                                                                |
| Тука Андрада           | Фредеріко Мартінс/Frederico Martins                                                                               |
| Мілтон Гонсалвіш       | Алфонсо Насіменто/Afonso Nascimento                                                                               |
| Клеббер Толедо         | Умберто Понтес Ферраз/Umberto Pontes Ferraz                                                                       |
| Дебора Дуарте          | дона Еулалія Пракседес/Dona Eulália Praxedes                                                                      |
| Біа Сейдл              | Маргаріда Лемос Вієйра/Margarida Lemos Vieira                                                                     |
| Вернер Шунеманн        | доктор Альберто Ассунсон, барон да Боа Віста/Dr. Alberto Assunção, Barão da Boa Vista                             |
| Даніел Далсін          | Теодоро Лопес де Фрейтас/Teodoro Lopes de Freitas                                                                 |
| Сесар Мелло            | Франсіско ду Анжос (Чіко)/Francisco dos Anjos (Chico)                                                             |
| Жоржі Саума            | Жонас Верос/Jonas Verosa                                                                                          |
| Сюзана Рібейро         | Тереса Пракседес/Teresa Praxedes                                                                                  |
| Раїса Батіста          | Естер Лемос/Esther Lemos                                                                                          |
| Ана Паула Лопес        | Лузія/Luzia |
| Руї Рікардо Діас       | Персівал/Percival                                                                                                 |
| Лаіс Вієйра            | Етелвіна/Etelvina                                                                                                 |
| Клаудіо Товар          | падре Олегаріо/Padre Olegário                                                                                     |
| Роміс Феррейра         | Луїз Нето/Luiz Neto                                                                                               |
| Рожеріо Фрейтас        | Харольд/Haroldo                                                                                                   |
| Маркос Ашер            | Родрігес/Rodrigues                                                                                                |
| Даніел Маркус          | Паіва/Paiva |
| Ана Луїза Абреу        | Мадалена (Мада)/Madalena (Madá)                                                                                   |
| Еліз Давид             | Мелісса Рібейро Вієйра/Melissa Ribeiro Vieira                                                                     |
| Жоржі Аморім           | Олавом Де Соуза/Olavo de Souza                                                                                    |
| Марсіо Рангель         | Вілмар Де Соуза/Vilmar de Souza                                                                                   |
| Зека Гулгел            | Тіао/Tião |
| Антоніо Пітангі        | Туліо/Túlio |
| Тьяго Аморал           | Густаво Нобрега де Медейрос/Gustavo Nóbrega de Medeiros                                                           |
| Марія Фернандо Кандіда | Жанетт Дорлеас/Jeanett Dórleac                                                                                    |
| Беатріз Сегалла        | мадам Бенсансон/Madame Bensançon                                                                                  |

## Нагороди та премії
| Рік Премия | Категорія                                                 | Номінація              | Підсумок                           | Примітка  |        |
| ---------- | --------------------------------------------------------- | ---------------------- | ---------------------------------- | --------- | ------ |
| 2012       | Prêmio Quem de Televisão                                  | Найкращий актор        | Тьяго Фрагозо                      | Номінація | [ 8 ]  |
| 2012       | Prêmio Noveleiros                                         | Найкраща пара          | Лаура та Едгар                     | Перемога  | [ 9 ]  |
| 2012       | Melhores do Ano — CPG                                     | Найкращий костюм       | Пліч-о-пліч                        | Перемога  | [ 10 ] |
| 2012       | Melhores do Ano — CPG                                     | Найкращий сценарій     | Пліч-о-пліч                        | Перемога  | [ 11 ] |
| 2012       | Melhores de TV Press                                      | Найкращий автор        | Жоао Хімінез Брага та Клаудія Лаге | Перемога  | [ 12 ] |
|            | Melhores de TV Press                                      | Найкраща фотографія    | Вальтер Карвальо                   | Перемога  | [ 12 ] |
| 2013       | Centro de Articulação de Populações Marginalizadas (CEAP) | Veículo de Comunicação | Пліч-о-пліч                        | Перемога  | [ 13 ] |
| 2013       | Телевізійна премія Контіго                                | Найкращий серіал       | Жоао Хімінез Брага та Клаудія Лаге | Номінація | [ 14 ] |
| 2013       | Телевізійна премія Контіго                                | Актор серіалу          | Кассіо Габус Мендес                | Номінація | [ 14 ] |
| 2013       | Телевізійна премія Контіго                                | Актор серіалу          | Лазару Рамос                       | Номінація | [ 14 ] |
| 2013       | Телевізійна премія Контіго                                | Актор серіалу          | Тьягу Фрагозо                      | Номінація | [ 14 ] |
| 2013       | Телевізійна премія Контіго                                | Актриса серіалу        | Каміла Пітангі                     | Номінація | [ 14 ] |
| 2013       | Телевізійна премія Контіго                                | Актриса серіалу        | Маржорі Естіано                    | Номінація | [ 14 ] |
| 2013       | Телевізійна премія Контіго                                | Актриса серіалу        | Патрісія Пілар                     | Номінація | [ 14 ] |
| 2013       | Телевізійна премія Контіго                                | Актор другого плану    | Кайо Блат                          | Номінація | [ 14 ] |
| 2013       | Телевізійна премія Контіго                                | Актор другого плану    | Мілтон Гонсалвіш                   | Номінація | [ 14 ] |
| 2013       | Телевізійна премія Контіго                                | Актор другого плану    | Пауло Беті                         | Номінація | [ 14 ] |
| 2013       | Телевізійна премія Контіго                                | Актриса другого плану  | Алессандра Негрін                  | Номінація | [ 14 ] |
| 2013       | Телевізійна премія Контіго                                | Актриса другого плану  | Марія Паділья                      | Номінація | [ 14 ] |
| 2013       | Телевізійна премія Контіго                                | Актриса другого плану  | Шерон Менезес                      | Номінація | [ 14 ] |
| 2013       | Телевізійна премія Контіго                                | Відкриття              | Аламо Фасо                         | Номінація | [ 14 ] |
| 2013       | Телевізійна премія Контіго                                | Актор-дитина           | Кау Кампос                         | номінація | [ 14 ] |
| 2013       | Телевізійна премія Контіго                                | Актор-дитина           | Марсіо Рангель                     | номінація | [ 14 ] |
| 2013       | Телевізійна премія Контіго                                | Актор-дитина           | Зека Гургел                        | Номінація | [ 14 ] |
| 2013       | Телевізійна премія Контіго                                | Atriz Mirim            | Ана Луїза Абреу                    | Номінація | [ 14 ] |
| 2013       | Телевізійна премія Контіго                                | Atriz Mirim            | Еліз Давид                         | Номінація | [ 14 ] |
| 2013       | Телевізійна премія Контіго                                | Творець серіалу        | Жоао Хімінез Брага та Клаудія Лаге | Номінація | [ 14 ] |
| 2013       | Телевізійна премія Контіго                                | Режисер серіалу        | Денис Карвальо та Вінісіус Соімбра | Номінація | [ 14 ] |

## Примітка
1. 1 2  Redação Rede Globo (17 de agosto de 2012). 'A gente tem uma mega química', conta Fragoso sobre par com Marjorie Estiano. Архів оригіналу за 5 червня 2013. Процитовано 19 вересня 2013. {{cite web}}: Проігноровано невідомий параметр |acessodata= (можливо, |access-date=?) (довідка); Проігноровано невідомий параметр |língua3= (довідка); Проігноровано невідомий параметр |publicado= (довідка)
2. 1 2  Redação Rede Globo (8 de agosto de 2012). Camila Pitanga vai atrás de suas origens para viver filha de ex-escravos. Архів оригіналу за 5 червня 2013. Процитовано 19 вересня 2013. {{cite web}}: Проігноровано невідомий параметр |acessodata= (можливо, |access-date=?) (довідка); Проігноровано невідомий параметр |língua3= (довідка); Проігноровано невідомий параметр |publicado= (довідка)
3. ↑  Camila Pitanga e Marjorie Estiano protagonizam nova trama das 18h — Jornal O Globo. Архів оригіналу за 17 червня 2012. Процитовано 19 вересня 2013.
4. ↑  Camila Pitanga e Marjorie Estiano em 'Lado a Lado' — Diversão & TV — O Dia Online. Архів оригіналу за 18 червня 2012. Процитовано 19 вересня 2013.
5. ↑  Camila Pitanga e Marjorie Estiano vivem mocinhas em 'Lado a Lado' — Terra Brasil. Архів оригіналу за 3 березня 2016. Процитовано 19 вересня 2013.
6. ↑  Rede Globo (05 de fevereiro de 2013). Lado a Lado — créditos. Архів оригіналу за 5 червня 2013. Процитовано 19 вересня 2013. {{cite web}}: Cite має пустий невідомий параметр: |acessodata= (довідка); Проігноровано невідомий параметр |publicado= (довідка)
7. ↑  CARAS UOL (05 de fevereiro de 2013). Lado a Lado personagens. Архів оригіналу за 5 червня 2013. Процитовано 19 вересня 2013. {{cite web}}: Cite має пустий невідомий параметр: |acessodata= (довідка); Проігноровано невідомий параметр |publicado= (довідка)
8. ↑  Prêmio Quem 2012. Архів оригіналу за 26 жовтня 2012. Процитовано 19 вересня 2013. {{cite web}}: Вказано більш, ніж один |deadlink= та |deadurl= (довідка); Проігноровано невідомий параметр |acessodata= (можливо, |access-date=?) (довідка)
9. ↑  Edgar e Laura são escolhidos o melhor casal de novelas de 2012. Архів оригіналу за 13 листопада 2013. Процитовано 19 вересня 2013. {{cite web}}: Проігноровано невідомий параметр |acessodata= (можливо, |access-date=?) (довідка)
10. ↑  "Lado a Lado" Leva o Prêmio de Figurino. Архів оригіналу за 5 червня 2013. Процитовано 19 вересня 2013. {{cite web}}: Проігноровано невідомий параметр |acessodata= (можливо, |access-date=?) (довідка); Проігноровано невідомий параметр |publicado= (довідка)
11. ↑  "Lado a Lado" Leva o Prêmio de Melhor Cenografia. Архів оригіналу за 5 червня 2013. Процитовано 19 вересня 2013. {{cite web}}: Проігноровано невідомий параметр |acessodata= (можливо, |access-date=?) (довідка); Проігноровано невідомий параметр |publicado= (довідка)
12. ↑  Da Vilã Carminha ao Insosso Théo, Veja os Melhores da TV em 2012. Архів оригіналу за 5 червня 2013. Процитовано 19 вересня 2013. {{cite web}}: Проігноровано невідомий параметр |acessodata= (можливо, |access-date=?) (довідка); Проігноровано невідомий параметр |publicado= (довідка)
13. ↑  "Lado a Lado" Recebe prêmio por mostrar situação dos negros após abolição. Архів оригіналу за 5 червня 2013. Процитовано 19 вересня 2013. {{cite web}}: Проігноровано невідомий параметр |acessodata= (можливо, |access-date=?) (довідка); Проігноровано невідомий параметр |publicado= (довідка)
14. 1 2 3 4 5 6 7 8 9 10 11 12 13 14 15 16 17 18 19 20 21  Prêmio Contigo de TV! 2013. 6 de março de 2013. Архів оригіналу за 5 червня 2013. Процитовано 19 вересня 2013.